# Devon Gearhart
Devon Gearhart, né le 5 mai 1995 à Atlanta, est un acteur américain.

## Biographie
Devon Gearhart est né et a grandi à Atlanta, Géorgie et a commencé sa carrière dès l'âge de sept ans, en jouant dans certaines publicités nationales comme celles de Burger King, PBS, Pizza Hut et Cartoon Network. Le jeune Davon fait ses débuts au cinéma en 2004 et obtient un rôle dans Bobby Jones, naissance d'une légende. Il vit actuellement à Los Angeles, Californie.
Il s'est notamment fait remarquer à la télévision dans le téléfilm de Christopher Reeve, Pour que la vie continue... en jouant le fils de Franklin Delano Roosevelt.
Davon Gearhart a aussi obtenu le rôle principal dans deux films indépendants, dans lesquels l'histoire est racontée à travers les yeux de ses personnages. Le premier de ces films fut Canvas, dans lequel il joue aux côtés de Marcia Gay Harden et Joe Pantoliano. Le deuxième film fut Dog Days of Summer en 2007, dans lequel il est accompagné de Will Patton et Colin Ford. Cette même année, Davon joue le rôle de Jake dans la production de Life Is My Movie, Little Men.
Davon Gearhart a tourné avec Naomi Watts et Tim Roth dans  Funny Games U.S., présenté lors Festival du film de Sundance de 2008. Il est également apparu dans le film de Clint Eastwood, L'Échange en 2008.
En 2009, il joue dans le film de Robert Rodriguez, Shorts et a tourné dans un épisode de la série télévisée Lost : Les Disparus.

## Filmographie

### Cinéma
- 2004 : Bobby Jones, naissance d'une légende de Rowdy Herrington : Bobby Jones à 8 ans
- 2004 : Pour que la vie continue... de Christopher Reeve : Le Jeune Reed Ellison
- 2005 : Little Men de Trey Lineberger et Vincent Vittorio : Jake
- 2005 : Warm Springs de Joseph Sargent : Elliot à 11 ans
- 2005 : Match en famille (Kicking and Screaming) de Jesse Dylan : Voix
- 2006 : Canvas de Joseph Greco : Chris Marino
- 2007 : Dog Days of Summer de Mark Freiburger : Phillip
- 2007 : Funny Games U.S. de Michael Haneke : Georgie Farber
- 2008 : L'Échange de Clint Eastwood : Jeffrey
- 2009 : Shorts de Robert Rodriguez : Cole Black
- 2013 : The Power of Few : Cory
- 2013 : The Wait de M. Blash : Ian
- 2015 : Street Level de David Labrava : le lycéen

### Télévision
- 2005 : Weeds : Billy, enfant (saison 1, épisode 3)
- 2009 : Lost : Les Disparus : Ethan, enfant (saison 5, épisode 12)
- 2010 : New York, unité spéciale : Micah Holbart (saison 12, épisode 4)
- 2013 : Full Circle : Cliff Campbell (saison 1, épisodes 5, 6 et 9)
- 2015 : Esprits criminels : Ezra Warren (saison 10, épisode 20)